# Enrique de Marchena y Dujarric
Enrique de Marchena y Dujarric (* 13. Oktober 1908 in Santo Domingo; † 1988 ebenda) war ein dominikanischer Diplomat und Komponist.
Enrique de Marchena y Dujarric studierte an der Universität  und am Liceo Musical in Santo Domingo. Seine Lehrer waren Flérida de Nolasco (Klavier) sowie Enrique Casal Chapí und Esteban Peña Morell (Komposition). Von 1927 bis 1941 wirkte er als Musikkritiker für den Listín Diario und war Korrespondent für Musical America in New York. Außerdem war er Präsident des Komponisten- und Schriftstellerverbandes der Dominikanischen Republik. Ab 1945 unterrichtete er an der Universität von Santo Domingo. Von 1947 bis 1954 war er Gesandter der Dominikanischen Republik in Washington, danach Delegierter bei der UNO. Von 1966 bis 1969 war er Botschafter in Bonn und der Schweiz. Marchena y Dujarric  komponierte eine sinfonische Dichtung, eine Orchestersuite, ein Violin- und ein Flötenkonzert, eine Serenade für Violine und Orchester, kammermusikalische Werke, Klavier- und Orgelstücke und Lieder.

## Ehrungen
- 1955: Großkreuz des Verdienstordens der Bundesrepublik Deutschland

## Quelle
- Alfred Baumgartner: Propyläen Welt der Musik: die Komponisten, Band 3, Berlin, Frankfurt 1989, ISBN 3549078331, S. 547

| Personendaten    | Personendaten                          |
| ---------------- | -------------------------------------- |
| NAME             | Marchena y Dujarric, Enrique de        |
| KURZBESCHREIBUNG | dominikanischer Komponist und Diplomat |
| GEBURTSDATUM     | 13. Oktober 1908                       |
| GEBURTSORT       | Santo Domingo                          |
| STERBEDATUM      | 1988                                   |
| STERBEORT        | Santo Domingo                          |